# Conflito sectário em Molucas
O conflito sectário nas Ilhas Molucas foi um período de conflito étnico-político ao longo de linhas religiosas, que atravessou as ilhas indonésias que compõem o arquipélago de Molucas, com distúrbios particularmente graves nas ilhas de Amboina e Halmahera. A duração do conflito é geralmente datada do início da era Reformasi no início de 1999 até a assinatura do Acordo Malino II em 13 de fevereiro de 2002.
As principais causas do conflito são atribuídas à instabilidade política e econômica em geral na Indonésia após a queda de Suharto e a desvalorização da rupia durante e depois de uma ampla crise econômica no Sudeste da Ásia.  A futura divisão da então província de Molucas na atual província de Molucas e na província de Molucas do Norte agravou ainda mais as disputas políticas distritais existentes  e, uma vez que a disputa política foi caracterizada ao longo de linhas religiosas, combates inter-comunitários irromperam entre as comunidades cristãs e muçulmanas em janeiro de 1999, transbordando para o que poderia ser descrito como uma guerra total e atrocidades contra a população civil cometidas por ambos os lados.  Os principais beligerantes foram milícias religiosas, portanto, de ambas as religiões,  incluindo a bem organizada Laskar Jihad islâmica,  e as forças militares do governo da Indonésia.